# Seznam osobností Poděbrad
Toto je seznam osobností spjatých s městem Poděbrady. Jsou zde uvedeni jednak rodáci, jednak osobnosti, které ve městě dlouhodobě žily či působily.

## Narozeni v Poděbradech

### B
- Dr. Jan Bašta (1860–1938), inženýr, spisovatel a vědec
- Libuše Baudyšová (1877–1954), spisovatelka a překladatelka
- Josef Beneš (1905–1979), kněz a spisovatel
- Josef Bergman (1713–1789), sochař[1]
- František Bláha (1886–1945), voják, generál a jeden z vrchních velitelů Obrany národa
- Jan Bláha (1904-1993), člen skautu, spolu s bratrem Oldřichem Bláhou cestovali kolem světa v letech 1922-1929; autor cestopisu, fotograf a grafik
- Oldřich Bláha (1897-?), člen skautu, spolu s bratrem Janem Bláhou cestovali kolem světa v letech 1922-1929, autor cestopisu a knih (autobiografie)
- Matěj Brixi (1752–1806), kantor
- Fritta Brod (provd. Kornfeld, 1896–1988), herečka[2]
- MUDr. Bohumil Bouček (1850–1926), lékař a zakladatel poděbradských lázní[1]
- MUDr. Bohuslav Bouček (1886–1953), lékař

### Č
- František Černý (1886–1954) – voják, legionář a představitel prvorepublikového československého hnutí sexuálních menšin
- Vojtěch Černý (1893–1938) – voják, legionář a představitel prvorepublikového československého hnutí sexuálních menšin

### D
- Alén Diviš (1900–1956), malíř
- Václav Dostal (1888–1915), důstojník francouzské Cizinecké legie padlý v květnu 1915 v bitvě u Arrasu
- Hana Dostalová (1890–1981), malířka, ilustrátorka, textilní a sklářská návrhářka

### E
- Dr. Ing. Antonín Engel (1879–1958), architekt, urbanista a teoretik architektury[1]
- Karel Edler Erdmann (1844–1931), spisovatel a profesor poesie a dějin divadla na vídeňské konzervatoři[2]

### F
- Bohuslav Franta (1861–1929), politik
- Gustav Friedrich (1871–1943), archivář, historik, pedagog a editor
- Rudolf Fuchs (1890–1942), německy píšící básník a prozaik[2]

### G
- Oldřich Günsburg (1899–?), překladatel[2]

### H
- Prof. Jaroslav Hájek (1926–1974), matematik, matematický statistik
- PhMr. Jan Hellich (1850–1931), zakladatel poděbradského muzea[1]
- Vlasta Holečková (1918–2015), tenisová reprezentantka ČSR
- Karel Hrdlička (1888–1979), průmyslník

### J
- Franz Janowitz (1892–1917), německy píšící básník
- Hans Janowitz (1890–1954), z Poděbrad pocházející německý herec a scenárista, autor scénáře k filmu Kabinet doktora Caligariho
- Otto Janowitz (1888–1965), skladatel a dirigent
- Jindřich I. Starší (1448–1498), kníže minsterberský a olešnický, třetí syn českého krále Jiřího z Poděbrad a jeho první manželky Kunhuty ze Šternberka

### K
- Julie Kafková (roz. Löwy), matka Franze Kafky
- Kateřina z Poděbrad (1449–1464), uherská královna, dcera Jiřího z Poděbrad
- Jaroslav Kantůrek (* 1953), basketbalista a trenér, účastník Olympijských her 1976 a Mistrovství Evropy 1975
- František Kerhart (1897–1963), architekt, autor funkcionalistických staveb
- Oldřich Kerhart (1895–1947), malíř
- Ing. arch. Vojtěch Kerhart (1892–1978), architekt[1]
- Robert Klein (1885–1941), politik[2]
- Viktor Korček starší (1948–2012), výtvarník a kulturní manažer
- Václav Korda (1907–1996), vojenský pilot
- Vojtěch Kryšpín (1844–1920), učitel a literární historik
- Ludvík Kuba (1863–1956), folklorista, spisovatel, malíř[1]
- Jan Kučera (1838–1895), právník a politik
- Petr Kukal (* 1970), spisovatel, básník

### M
- Josef Martínek (1889–1980), novinář a jeden ze signatářů Pittsburské dohody

### N
- Jiří Novák (1925–1994), malíř, scénograf a autor kostýmních návrhů

### O
- Josef Obajdin (* 1970), fotbalista

### P
- Albert Pek (1893–1972), folklorista, dirigent a hudební skladatel
- Jan Pfoff, vodohospodář
- Jan Pichl (* 1935), sochař
- Václav Pok Poděbradský (1829–1898), spisovatel, básník, buditel

### Ř
- Emil Karel Josef Řezníček (1924–2002), historik umění, který po roce 1948 emigroval do Nizozemska. Roku 1966 byl jmenován profesorem na Utrechtské univerzitě. Jeho nejvýznamnějším badatelským dílem bylo zpracování manýristického rytce a grafika Hendricka Goltzia (1558–1617). Dále také napsal řadu článků a statí o manýristickém umění.

### S
- Vojtěch Samec (1832–1887), politik
- Markéta Sedláčková (* 1973), herečka
- Lucie Seifertová (* 1969), spisovatelka a ilustrátorka
- Josef Semerád, poděbradský architekt

### Š
- Jan Šantl (1798–1858), politik

### T
- František Tlapák (1885–1967), poděbradský architekt a stavební podnikatel
- Zdeněk V. Tobolka (1874–1951), historik, politik a knihovník, otec české knihovědy
- František Turinský (1797–1852), obrozenecký básník a dramatik, jemu věnovaná pamětní deska od Bohuslava Schnircha je umístěna na budově Staré radnice.[1]

### V
- Viktorín z Poděbrad (1443–1500), syn Jiřího z Poděbrad, diplomat
- Prof. MUDr. Otakar Vondrovic (1908–1985), lékař a klavírní virtuos[1]

### Z
- Zdena z Poděbrad (1449–1510), saská vévodkyně, dcera Jiřího z Poděbrad

## Žili, působili či působí v Poděbradech

### A
- Giovanni Battista Aostalli de Sala (1510–1575), renesanční stavitel

### B
- Vojtěch Birnbaum (1877–1934), historik umění
- MUDr. František Bouček (1810–1882), lékař a zakladatel první poděbradské nemocnice

### C
- Josef Caňkář (1889–1975), politik, meziválečný i poválečný starosta Poděbrad
- Bohumil Janda Cidlinský (1831–1875), básník, romanopisec a překladatel

### D
- Jean Pierre Dantan (1800–1869), sochař
- Leopold Dostal (1835–1907), podnikatel, statkář, majitel cukrovaru
- Leopolda Dostalová (1879–1972), herečka

### J
- Pavla Janiššová (* 1985), herečka

### H
- Zdeněk Havlas (* 1951), chemik, bývalý ředitel Ústavu organické chemie a biochemie AV ČR (ÚOCHB)
- Milan Havlíček (1873–1917), poděbradský sochař a žák Bohuslava Schnircha[1]
- Jan Vladimír Hráský (1857–1939), stavební inženýr, hydrolog, balneolog a politik

### Ch
- Ondřej Chebďovský (?? - 1622), student a exulant český, v Hradci Králové umučený

### K
- Lukáš Kladívko, výtvarník věnující se graffiti, street artu a mural artu
- Kunhuta ze Šternberka (1425–1449), manželka Jiřího z Poděbrad, ve městě postavila první nemocnici[1]

### L
- Prof. Dr. Václav Libenský (1877–1938), zakladatel české kardiologie, vyšetřovacích a léčebných ústavů v Poděbradech[1]

### M
- Ctirad Mašín (1930–2011), člen skupiny bratří Mašínů
- Josef Mašín ml. (* 1932), člen skupiny bratří Mašínů
- Waldemar Matuška (1932–2009), v Poděbradech se vyučil sklářem
- Bartoloměj z Minsterberka (1478–1515), diplomat, vnuk Jiřího z Poděbrad

### N
- Jiří Navrátil (1926–2018), učitel, hudebník a organizátor kulturního a společenského života
- Stanislav Kostka Neumann (1875–1947), novinář, básník a překladatel, ve městě se dlouhodobě léčil, vznikl tu festival Neumannovy Poděbrady.

### F
- Ladislav Filip (1898–1986), lékař, kardiolog a dietolog
- Jaroslav Foglar (1907–1999), osobnost skautského hnutí a spisovatel literatury pro mládež.
- Miloš Forman (1932–2018), režisér (narodil se sice v Čáslavi, ale dětství strávil v poděbradském domově mládeže)

### H
- Václav Havel (1936–2011), prezident ČR, dramatik (narodil se sice v Praze, ale dětství strávil rovněž v poděbradské internátní škole)
- Arnošt Filip Hohenlohe (1853–1915), majitel poděbradského panství stál u zrodu místního lázeňství[1]
- Charicléa Hohenlohe (1863–1912), aristokratka a mecenáška
- Karel Jan Hora (1981–1974), japanolog, obchodník a diplomat
- Karel Hora (1908–1989), voják
- Marie Horská-Kallmünzerová (1847–1917), divadelní umělkyně
- Jan Vladimír Hráský (1857–1939), stavební inženýr, hydrolog, balneolog a politik
- Hynek z Poděbrad (1452–1492), renesanční básník, syn Jiřího z Poděbrad

### J
- Jiří z Poděbrad (1420–1471), český král

### K
- Jaroslav Koloděj (1939–2008), loutkář a dramatik[3]
- Marta Kubišová (* 1942), zpěvačka

### L
- František Lukeš (1921–1998), katolický kněz a spisovatel, v letech 1990–1998 poděbradský probošt

### M
- Jevhen Malanjuk (1897–1968), ukrajinský básník, esejista, kulturolog, literární kritik, překladatel, hydrotechnologický inženýr; příslušník tzv. Pražské básnické školy
- Mikuláš z Pelhřimova (1385–1459), spisovatel, nejvyšší duchovní a správce pokladnice Tábora. Byl vězněn v Poděbradech

### N
- Alice Nellis (* 1971), režisérka a scenáristka

### P
- Milan Paumer (1931–2010), člen skupiny bratří Mašínů
- Martin Paroubek (1761–1839), poděbradský purkmistr, mecenáš a zakladatel místního chudobince

### R
- Matěj Rössler (1754–1829), poděbradský děkan a zakladatel českého ovocnářství[1]

### Ř
- Bohumil Říha (1907–1897), spisovatel, autor knih pro děti, mládež i dospělé. Nejznámější díla jsou: Dětská encyklopedie, Honzíkova cesta, O letadélku Káněti a historická trilogie z doby Jiřího z Poděbrad: Přede mnou poklekni, Čekání na krále a Zbyl jen meč. Nebyl sice poděbradským rodákem, ale strávil v Poděbradech velkou část svého života. Poděbrady vždy považoval za svůj domov, kam se rád vracel a napsal zde většinu svých knih. Je pohřbený na poděbradském hřbitově v rodinné hrobce.

### S
- Bohuslav Schnirch (1845–1901), sochař[1]
- Georg Simon von Sina (1783–1856), řecko-rakouský podnikatel, vlastník poděbradského panství
- Simon Georg von Sina († 1876), řecko-rakouský podnikatel, vlastník poděbradského panství

### Š
- Milan Šamánek (1931), český lékař, pediatr specializující se v oboru kardiologie, zakladatel Vědecké rady Lázní Poděbrady.

### T
- Olena Teliha (1906–1942), ukrajinská básnířka, literární kritička, organizátorka ukrajinského kulturního života, průkopnice ukrajinského feminizmu; příslušnice tzv. Pražské básnické školy

### V
- Mudr. Jakub Vondrovic (1865–1941), lékař

### Z
- Jan Zábrana (1931–1984), básník, prozaik, esejista a překladatel z ruštiny a angličtiny